# Радио-Т

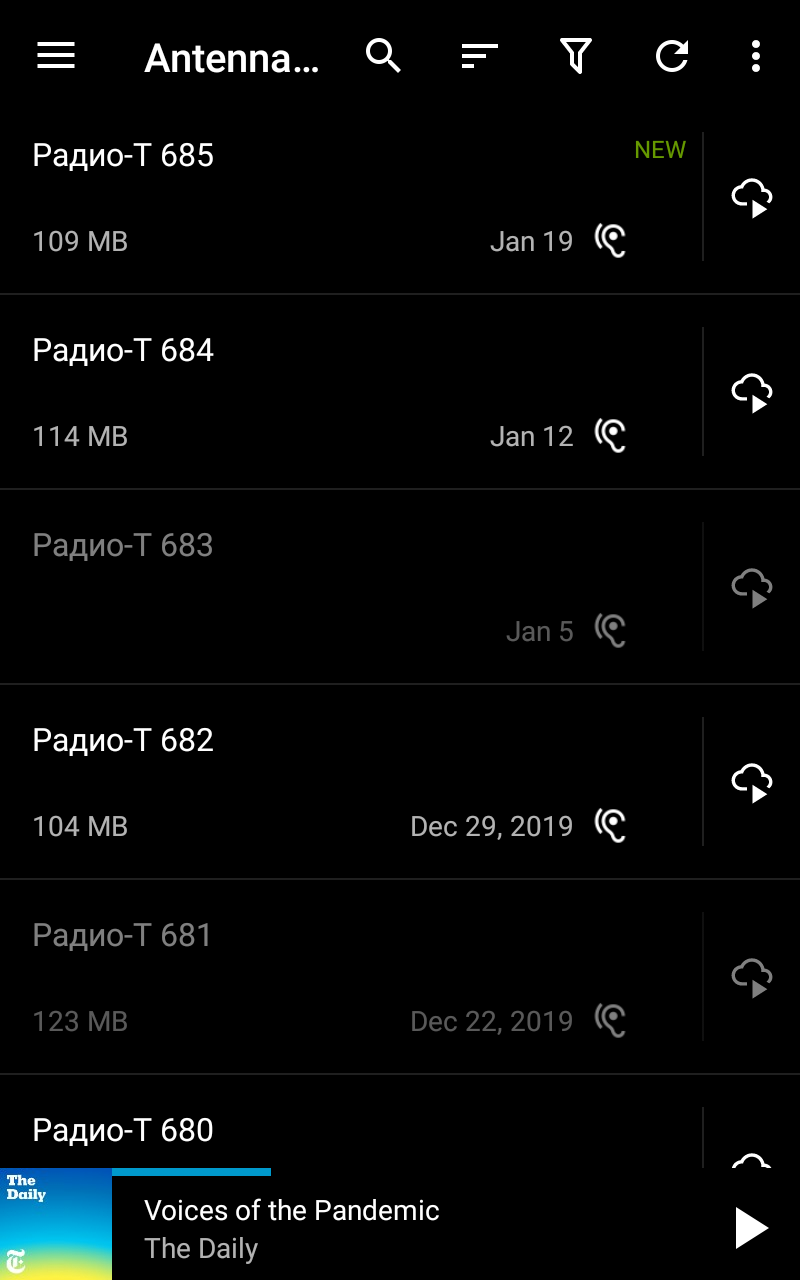
Пример в подкаст плеере

«Радио-Т» — еженедельное русскоязычное радиошоу о высоких технологиях, выпускающееся в виде подкаста и выходящее в прямой эфир по субботам в 23:00 по московскому времени. Заявляется аудитория до 100 тыс. человек, из них до 1 тыс. слушают подкаст в прямом эфире и общаются в чате, который ведущие иногда зачитывают. Подкаст обрел популярность благодаря профессиональной компетенции ведущих и высокому качеству аудио аппаратуры.

## История
Предпосылкой к созданию «Радио-Т» стал подкаст Daily Geek Show, который попеременно вели около 5 человек, однако из-за творческой неудовлетворённости ведущих вскоре после 70-го выпуска он был закрыт. В итоге 27 августа 2006 года в свет вышел пилотный, нулевой, выпуск подкаста «Т-Радио»; уже в следующем выпуске название было изменено на «Радио-Т».
8 мая 2010 года состоялся слёт РТ-Конь в концертном зале учебного центра iKlass.
24 февраля 2018 года состоялся чисто женский выпуск Радио-Т. Специальное шоу было приурочено к 23 февраля. Состав ведущих: Ksenks, Olyapka, Marin_k_a и Аня.
15 мая 2019 был обновлён дизайн сайта.

## Ведущие и гости
Участники не находятся физически вместе (обычно на разных континентах) — групповая запись производилась удаленно через Skype, обычно на Mac.
Постоянными ведущими шоу являются:
- Umputun[7] (Борт, Евгений Самуилович) из Чикаго, Напервилля (штат Иллинойс, США), гражданин США и Израиля, фин-тех программист.
- Bobuk[8] (Григорий Бакунов) из Киева, гражданин Украины, бывший гражданин России, бывший сотрудник Яндекса, ранее известный спикер на конференциях, участник радийных программ на Эхо Москвы[9].
- Gray[10] (Сергей Петренко) из Одессы, гражданин Украины, бывший генеральный директор украинского Яндекса[11], бывший владелец searchengines.ru, занимается криптовалютами, коворкингами. В подкасте представитель менеджеров/маркетологов. Впервые появился в выпуске 86.
- Ksenks[12] (Ксения Покровская, разработчик iOS приложений в компании Facebook[13], бывшая соведущая подкаста AppleInsider.ru), из Калифорнии. Впервые появилась в выпуске 301.
- Alek.sys (Алексей Нестеров, java-разработчик в Pivotal Software[14] ), из Лондона. Впервые появился в выпуске 473.

Ранее в качестве постоянных ведущих выступали:
- Marin_k_a (Марина Зайцева, Communications Strategist в компании Poster) из Киева. Впервые появилась в выпуске 145.
- Olyapka (Ольга Акукина), в прошлом ведущая нескольких подкастов, журналист, пишет о технике. Впервые появилась выпуске 63.
- Lavale (Александра Лаврентьева из Яндекса). Впервые появилась в выпуске 109.

Важным элементом подкаста является чат Радио-Т для общения со слушателям во время прямого эфира.